# NGC 2770
NGC 2770 је спирална галаксија у сазвежђу Рис која се налази на NGC листи објеката дубоког неба.
Деклинација објекта је + 33° 7' 27" а ректасцензија 9h 9m 33,5s. Привидна величина (магнитуда) објекта NGC 2770 износи 12,0 а фотографска магнитуда 12,7. Налази се на удаљености од 32,488 милиона парсека од Сунца. NGC 2770 је још познат и под ознакама UGC 4806, MCG 6-20-38, CGCG 180-47, KUG 0906+333B, IRAS 09065+3319, PGC 25806.